# Renato Capecchi
Renato Capecchi (El Caire (Egipte), 6 de novembre, 1923 - Milà (Llombardia), 30 de juny, 1998), va ser un baríton, actor i director d'òpera italià.
Va cantar a l'estrena italiana de The Nose de Xostakóvitx i Voina i mir de Prokófiev, i a les estrenes mundials de La Donna è Mobile de Malipiero, Billy Budy de Giorgio Federico Ghedini i Lord Inferno de Ronchetti i Sylvano Bussotti.
El 1951, Capecchi va fer el seu debut a l'òpera metropolitana de Nova York com a Germont a La traviata i va cantar regularment en papers principals fins al 1954. Després d'un període de cantant principalment a les cases d'òpera europees, va tornar a l'òpera metropolitana el 1975 on es va especialitzar en rols més petits. Funcions còmiques en òperes altrament tràgiques com el Sacristan a Tosca i Benoit i Alcindoro a La bohème.
Entre les "Productions Capecchi" dirigida hi havia La Fille du régiment de l'Opera de Nova York (1985), Così fan Tutte, a Susa (Itàlia, 1978), i l'estrena dels Estats Units de Giuseppe Gazzaniga Don Giovanni Tenorio, òssia il convitato di Pietra amb el Programa Merola de l'Òpera de San Francisco, a Saratoga, Califòrnia (1977).

## Enregistraments
- La gravació està disponible com Figaro (Mozart i Rossini), Dandini, Riccardo, Ricardo, Belfiore, Melitone, Ford, Jago, Scarpia i, en una traducció italiana de Die Meisistersinger von Nürnberg, Beckmesser.
- Hi ha un DVD de Capecchi com Don Bartolo amb Jennifer Larmore com a Rosina al barber de Sevilla escenificat a l'òpera dels Països Baixos en una producció de 1992 de Dario Fo.[4]